# Fort Nakhal
Le fort Nakhal est un grand fort du Moyen-Orient, situé dans la région d'Al-Batina, dans le sultanat d'Oman.
Le fort, aussi appelé « Husn Al Heem », se trouve à 120 kilomètres à l'ouest de la capitale Mascate et est localisé à l'entrée de Wilayt Nakhal dans l'Oued Ar Raqeem. Il s'agit d'un des monuments historiques les plus importants du sultanat. L'architecture de ce fort ne suit pas de modèle particulier, car il a été conçu autour d'un promontoire rocheux irrégulier, avec lequel il fait corps.
Son nom vient de « Nakheel », qui signifie « datte » : les dattiers sont encore très cultivés autour de Nakhal town.
L'origine de ce fort plusieurs fois remanié serait très ancienne, peut-être anté-islamique.

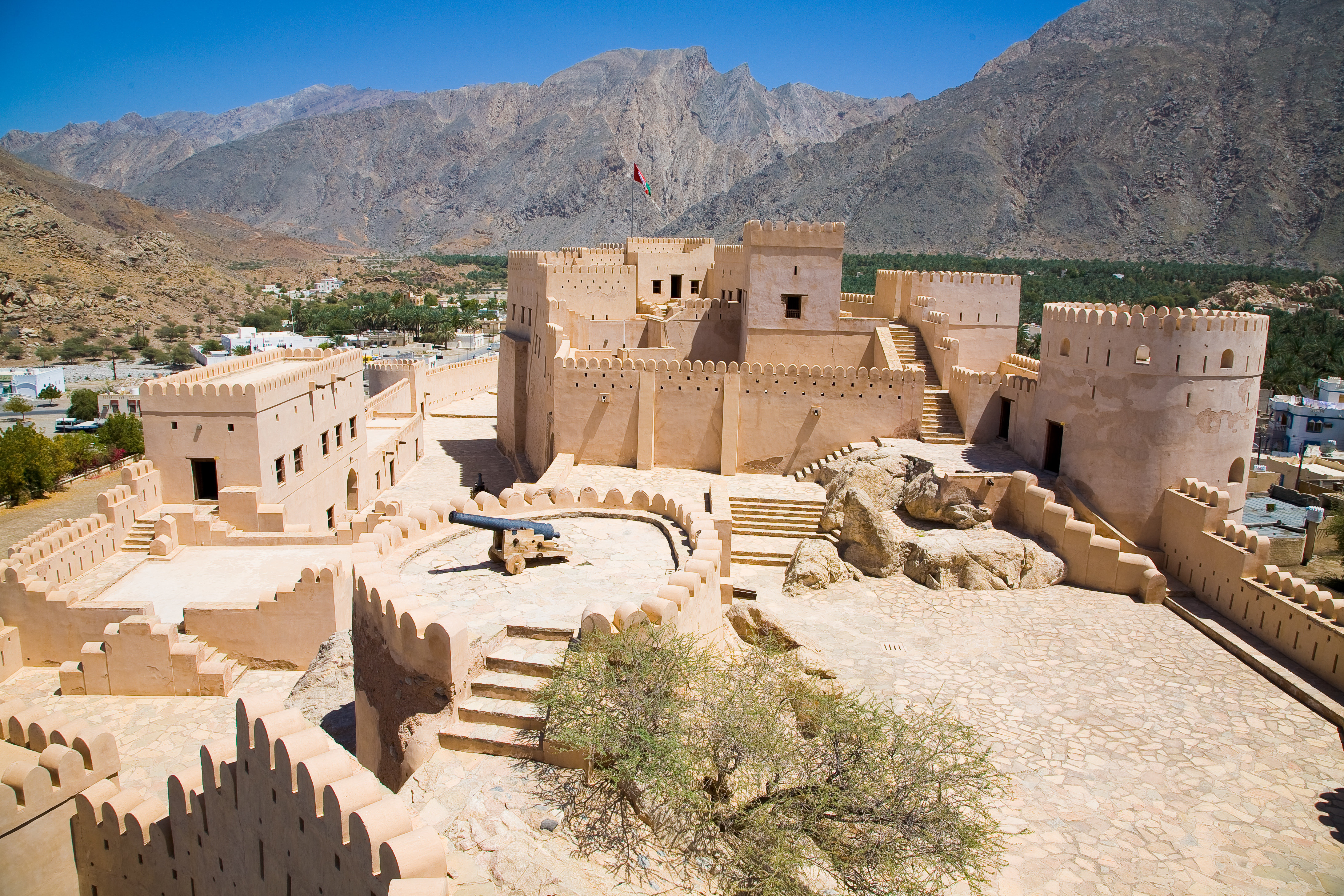
le fort Nakhal.